# Dracoraptor
Dracoraptor hanigani
Genre
Espèce
Dracoraptor est un genre de dinosaures théropodes qui ont vécu au tout début du Jurassique (Hettangien), il y a 200 millions d'années. Les restes fossiles d'un spécimen appartenant à l'unique espèce de ce genre, Dracoraptor hanigani, ont été découverts au pays de Galles, près de Cardiff.

## Étymologie
L'épithète spécifique, hanigani, a été donné en l'honneur de Nick et Rob Hanigan, qui ont découvert le dinosaure fossilisé dans des blocs tombés d'une falaise de bord de mer proche de Cardiff. Le nom générique Dracoraptor (dragon voleur) est lié au dragon, symbole national du pays de Galles.